# Mein Gott, hilf mir, diese tödliche Liebe zu überleben
Mein Gott, hilf mir, diese tödliche Liebe zu überleben (også tysk: Bruderkuss; russisk: «Го́споди! Помоги́ мне вы́жить среди́ э́той сме́ртной любви́», tr. Góspodi! Pomogí mne výzjit' sredí étoj smértnoj ljubví; dansk: "Min Gud, hjælp mig med at overleve denne dødelige kærlighed"; på engelsk omtalt som Fraternal Kiss), er et graffitimaleri på Berlinmuren af Dmitri Vrubel, et af de mest kendte graffitimalerier på Berlinmuren. Maleriet er skabt i 1990, og viser Leonid Bresjnev og Erich Honecker i en broderlig omfavning, der gengiver et fotografi, der fangede øjeblikket i 1979 under 30-års jubilæet for grundlæggelsen af DDR.

## Fotografiet
Fotografiet, som graffitimaleriet er bygget på, blev taget af Régis Bossu i Østberlin den 7. oktober 1979. Leonid Brezhnev besøgte Østtyskland på det tidspunkt for at fejre landets grundlæggelse som kommunistisk nation. Den 5. oktober 1979 underskrev Østtyskland og Sovjetunionen en 10-års aftale om gensidig samarbejde.
I øjeblikket holder Corbis Corporation rettighederne til fotografiet.

## Maleriet
Dmitri Vrubel producerede værket i 1990. Sammen med en række andre værker i samme sektion, fortsatte værket med at være udstillet efter at muren blev taget ned. Hærværk og atmosfæriske forhold har dog gradvist ledt til værkets forringelse. Vægmaleriet blev i marts 2009, sammen med en række andre værker, fjernet fra muren så de originale kunstnere kunne genskabe værkerne med mere holdbare malinger. Vrubel blev kommisioneret til at genskabe værket. Han donerede sit honorar på 3000 euro til et socialt kunstprojekt i Berlin-bydelen Marzahn.
Der er en anelse forskel i stilen fra det originale 1990-værk og det genskabte værk fra 2009, og Vrubel har indrømmet tekniske fejl på det originale værk på grund af uerfarenhed ved metoden. Hovedbuskabet på værket ændrede sig dog ikke, selvom berlinerne i dag vil opfatte værket anderledes eller "dårligere". Den største forskel fra det originale og genskabte værk er brugen af linjer og farver, som er blevet forbedret i den genskabte version, og derved giver værket et mere realistisk udtryk.
Fotografen Bossu (hvis fotografi danner baggrund for værket) og kunstneren Vrubel mødtes i 2009 og blev fotograferet sammen den 16. juni med reproduktioner af deres værker.